# Горохівці
Горохівці (пол. Grochowce) — село на Закерзонні в Польщі, у гміні Перемишль Перемишльського повіту Підкарпатського воєводства.
Населення — 776 осіб (2011).

## Розташування
Розміщене недалеко від кордону з Україною. Село розташоване за 6 км на південь від Перемишля та 62 км на південний схід від Ряшева.

## Історія
За королівською люстрацією 1589 р. село входило до складу Перемишльської землі Руського воєводства.
У 1880 р. село належало до Перемишльського повіту Королівства Галичини та Володимирії Австро-Угорської імперії, у селі було 669 жителів (478 — греко-католики, 85 римо-католиків, 12 юдеїв).
У 1939 році в селі проживало 1140 мешканців, з них 660 українців-грекокатоликів, 390 поляків, 80 польських колоністів міжвоєнного періоду і 10 євреїв. Село входило до ґміни Германовичі Перемишльського повіту Львівського воєводства.
Наприкінці вересня 1939 р. село зайняла Червона армія. 27.11.1939 постановою Президії Верховної Ради УРСР село у складі повіту включене до новоутвореної Дрогобицької області. В червні 1941, з початком Радянсько-німецької війни, село було окуповане німцями. В липні 1944 року радянські війська оволоділи селом, а в березні 1945 року село зі складу Дрогобицької області передано Польщі. Українців добровільно-примусово виселяли в СРСР. Решту українців у 1947 р. під етнічну чистку під час проведення Операції «Вісла» було виселено на понімецькі землі у західній та північній частині польської держави.
У 1975-1998 роках село належало до Перемишльського воєводства.

## Демографія
Демографічна структура станом на 31 березня 2011 року:
|          | Загалом | Допрацездатний вік | Працездатний вік | Постпрацездатний вік |
| -------- | ------- | ------------------ | ---------------- | -------------------- |
| Чоловіки | 384     | 90                 | 250              | 44                   |
| Жінки    | 392     | 80                 | 242              | 70                   |
| Разом    | 776     | 170                | 492              | 114                  |

## Церква
У 1918 р. українці збудували греко-католицьку церкву Преп. Симеона Стовпника. До їх депортації була парафіяльною церквою, яка належала до Нижанківського деканату Перемишльської єпархії.